# هانز دراكنبرغ
هانز دراكنبرغ (4 فبراير 1901 – 1 نوفمبر 1982) هو مبارز بالسيف سويدي راحل، مثّل بلاده في الألعاب الأولمبية الصيفية 1936.

## روابط رياضية
هانز دراكنبرغ على موقع أوليمبيديا (الإنجليزية)
- هانز دراكنبرغ على موقع اللجنة الأولمبية السويدية (السويدية)